# Mistrzostwa Polski Strongman 2012
Mistrzostwa Polski Strongman 2012 – 14. edycja mistrzostw, która odbyła się 12 sierpnia 2012 roku na terenie Riding Club w Radzionkowie.

## Finał
- Data: 12 sierpnia 2012 roku
- Miejsce: Radzionków

Wyniki zawodów
| Miejsce | Zawodnik               | Punkty |
| ------- | ---------------------- | ------ |
| 1.      | Rafał Kobylarz         | 32     |
| 2.      | Tomasz Kowal           | 29     |
| 3.      | Mateusz Baron          | 25     |
| 4.      | Grzegorz Wiśniewski    | 19     |
| 5.      | Krzysztof Przybyliński | 11,5   |
| 6.      | Andrzej Zieleniecki    | 7,5    |